# Torre Benidorm
La Torre Benidorm és un edifici localitzat a la confluència de les avingudes d'Europa i del Mediterrani de la ciutat valenciana de Benidorm, Marina Baixa. Va ser construïda entre 1971 i 1975 segons el projecte de l'arquitecte Juan Guardiola Gaya.
Aquesta torre s'eleva sobre una planta baixa de locals comercials que forma una plataforma horitzontal. És un dels edificis més emblemàtics de Benidorm.